# Willeke Alberti
Willeke Alberti, nacida Willy Albertina Verbrugge (Ámsterdam, 3 de febrero de 1945) es una cantante y actriz neerlandesa, hija del cantante Willy Alberti.

## Biografía
Willeke Alberti comenzó su carrera a la edad de 11 años en el musical Duel om Barbara y grabó su primer sencillo en 1958 junto a su padre. Durante los años de 1960, era una reconocida cantante en los Países Bajos y tuvo un número 1 con su canción "De Winter Was Lang" ("El invierno fue largo"), aunque no hubiera una lista oficial de éxitos en los Países Bajos. Willeke y su padre tuvieron un show en la televisión entre 1965 y 1969. Su carrera musical en los años 1970 fue menos activa, aunque Alberti siguió lanzando sencillos y álbumes, alternados con papeles pequeños en programas de televisión y películas.
Entre 1964 y 1974 estuvo casada con el músico Joop Onk, con quien tuvo una hija. Se casó en 1976 con John de Mol, con quien tuvo a su hijo, Johnny de Mol. La pareja se divorció en 1980, y Alberti se casó una tercera vez, con el futbolista danés Søren Lerby, del que tuvo un hijo. Se separaron en 1996. Con los años, Alberti se ha convertido en un icono gay, gracias a su repertorio y a su participación en múltiples actos en favor de la comunidad gay.

## Festival de Eurovisión
En 1994, representó a los Países Bajos en el Festival de la Canción de Eurovisión 1994 que se celebró en Dublín el 30 de abril, con la canción "Waar is de zon?" ("¿Dónde está el sol?), que recibió solo cuatro puntos del jurado de Austria. Superando solo en la clasificación final a Estonia y Lithuania.